# Teatro Alameda (Caracas)
El Teatro Alameda es una estructura localizada en la Avenida principal de San Agustín del Sur en la Parroquia San Agustín del Municipio Libertador de Caracas, en el noreste del Distrito Capital y al oeste del Distrito Metropolitano de Caracas, al centro norte del país sudamericano de Venezuela.
Fue inaugurado el 12 de noviembre de 1943 con la presencia del entonces presidente Isaías Medina Angarita, primero como un centro teatral y luego albergando lo que llegó a ser conocido como el Cine Alameda. Por años estuvo deteriorándose llegando incluso a ser usado como depósito pero en el 2013 se inició su recuperación, siendo reabierto el 20 de diciembre por las autoridades del municipio y el distrito capital ese mismo año.
Posee además de la sala principal y la sala secundaria, una sala de exposiciones, una sala de estar, taquillas y es sede de una radio que sirve a la comunidad. Es fácil acceder al lugar desde la Estación de Parque Central (línea 4) del metro de Caracas o a través del servicio de Metrocable de San Agustín.